# Василе Конта
Василе Конта (рум. Vasile Conta; 15 листопада 1845, Гіндеоані, Нямц — 24 квітня 1882, Бухарест) — румунський філософ, письменник та політик вірменського походження.

## Життєпис
Народився у сім'ї спадкового священника. Освіту отримав у гімназії у Нямці і потім в академії Міхейліане у Яссах, де у 1868 отримав ступінь бакалавра; у 1862—1864 обірвав навчання, приєднавшись до трупи молдавського театру, під час роботи з яким написав п'єсу.

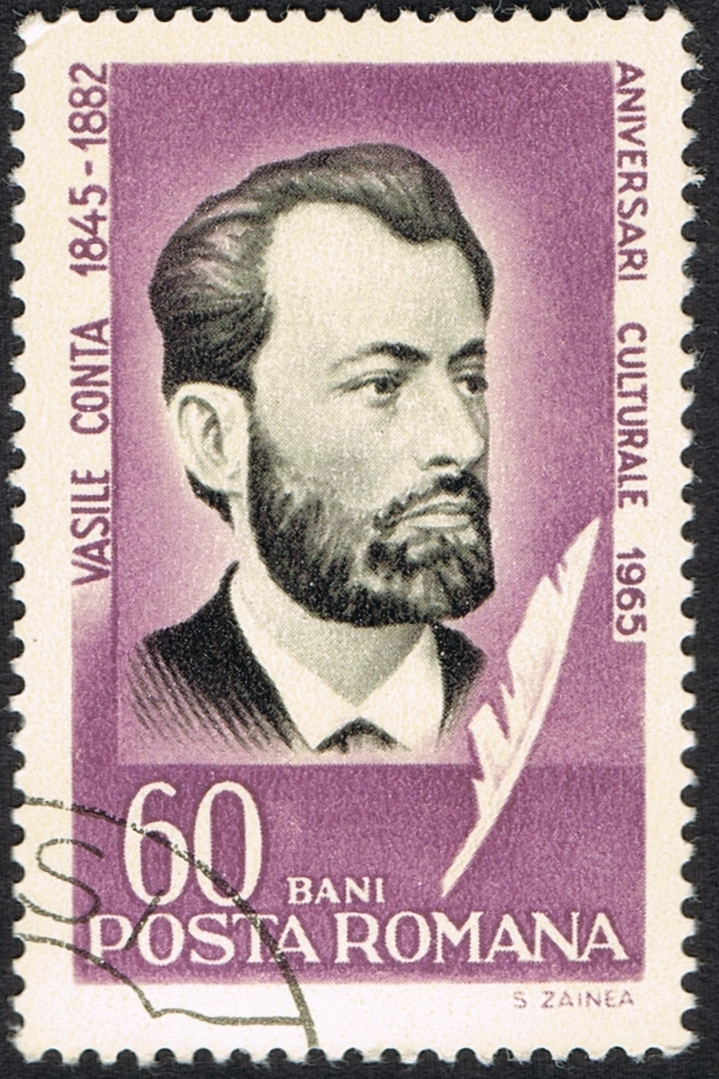
Марка

З 1868 викладав філософію в академії Міхейліане, у тому ж році перейшов викладати на юридичний факультет.
У жовтні 1869 отримав від «Pogor-Fătu» (спілки, що сприяє отриманню талановитим молодим румунам вищої освіти за кордоном) стипендію на навчання в Антверпенському університеті у Бельгії, де вивчав комерцію і який закінчив у 1871. Отримавши ступінь, залишився у тому ж університеті вивчати право, зумів отримати докторський ступінь лише за рік. Після повернення до Румунії відкрив приватну адвокатську практику, а з 1873 у званні професора очолив катедру цивільного права у Ясському університеті.
У 1879 був обраний депутатом парляменту.
20 жовтня 1880 — 10 квітня 1881 займав посаду міністра освіти та релігії. Пішов у відставку за станом здоров'я, отримавши місце у касаційному суді.
Помер від туберкульозу, після повернення із поїздки до Італії.
З другої половини 1870-х Конта цікавився філософією (дотримувався матеріалістичних поглядів), написав низку філософських праць з точки зору діалектики аналізував соціальні науки і піддавав критиці ідеалізм та релігію.. Найбільш відомі роботи: «Incercari de metafizica», «Teoria ondulatiunii universale», «Origina speciilor» та інші. Деякі були перекладені французькою мовою.